# Saison 1976-1977 de la LIH
Saison précédente Saison suivante
La Saison 1976-1977 est la trente-deuxième saison de la ligue internationale de hockey.
Les Gears de Saginaw remportent la Coupe Turner en battant les Goaldiggers de Toledo en série éliminatoire.

## Saison régulière

### Classement de la saison régulière
Pour les significations des abréviations, voir Statistiques du hockey sur glace.
| Clt   | Équipe              | PJ | V  | D  | N  | BP  | BC  | Pts |
| ----- | ------------------- | -- | -- | -- | -- | --- | --- | --- |
| +001, | Gears de Saginaw    | 78 | 40 | 27 | 11 | 338 | 292 | 91  |
| +002, | Wings de Kalamazoo  | 78 | 38 | 27 | 13 | 325 | 290 | 89  |
| +003, | Generals de Flint   | 78 | 35 | 33 | 10 | 342 | 306 | 80  |
| +004, | Mohawks de Muskegon | 78 | 31 | 36 | 11 | 294 | 322 | 73  |
| +005, | Flags de Port Huron | 78 | 27 | 43 | 8  | 268 | 328 | 62  |

| Clt   | Équipe                | PJ | V  | D  | N  | BP  | BC  | Pts |
| ----- | --------------------- | -- | -- | -- | -- | --- | --- | --- |
| +001, | Goaldiggers de Toledo | 78 | 40 | 31 | 7  | 321 | 317 | 87  |
| +002, | Gems de Dayton        | 78 | 35 | 38 | 5  | 304 | 312 | 75  |
| +003, | Komets de Fort Wayne  | 78 | 32 | 36 | 10 | 301 | 311 | 74  |
| +004, | Owls de Columbus      | 78 | 28 | 35 | 15 | 294 | 309 | 71  |

- Champion de la saison régulière
- Champion de division
- Qualifié pour les séries éliminatoires

### Meilleurs pointeurs
| Joueur            | Équipe     | PJ | B  | A  | Pts | Pun |
| ----------------- | ---------- | -- | -- | -- | --- | --- |
| Jim Koleff        | Flint      | 75 | 52 | 62 | 114 | 31  |
| Paul Evans        | Saginaw    | 78 | 50 | 62 | 112 | 53  |
| Tom Cassidy       | Columbus   | 75 | 47 | 61 | 108 | 172 |
| Mike Clarke       | Flint      | 78 | 43 | 65 | 108 | 40  |
| Larry Gould       | Port Huron | 74 | 35 | 71 | 106 | 37  |
| Bud Stefanski     | Port Huron | 77 | 49 | 54 | 103 | 61  |
| Terry McDougall   | Fort Wayne | 77 | 36 | 66 | 102 | 26  |
| Mike Wanchuk      | Kalamazoo  | 76 | 47 | 50 | 97  | 24  |
| Dennis Desrosiers | Saginaw    | 75 | 46 | 50 | 96  | 255 |
| Garth MacGuigan   | Muskegon   | 78 | 54 | 40 | 94  | 156 |
| Rob Tudor         | Fort Wayne | 78 | 34 | 60 | 94  | 108 |

## Séries éliminatoires
La participation des équipes se fait au total de points obtenu lors de la saison régulière.

### Tableau
|  | Quarts de finale      | Quarts de finale      |                       |   | Demi-finales | Demi-finales |  |  | Finale | Finale |
|  | Quarts de finale      | Quarts de finale      |                       |   | Demi-finales | Demi-finales |  |  | Finale | Finale |
|  |                       |                       |                       |   |              |              |  |  |        |        |
|  |                       |                       |                       |   |              |              |  |  |        |        |
|  |                       |                       |                       |   |              |              |  |  |        |        |
|  | Gears de Saginaw      | 4                     |                       |   |              |              |  |  |        |        |
|  | Gears de Saginaw      | 4                     |                       |   |              |              |  |  |        |        |
|  | Mohawks de Muskegon   | 3                     |                       |   |              |              |  |  |        |        |
|  | Mohawks de Muskegon   | 3                     | Gears de Saginaw      | 4 |              |              |  |  |        |        |
|  |                       |                       | Gears de Saginaw      | 4 |              |              |  |  |        |        |
|  |                       | Wings de Kalamazoo    | 1                     |   |              |              |  |  |        |        |
|  | Wings de Kalamazoo    | Wings de Kalamazoo    | 1                     | 4 |              |              |  |  |        |        |
|  | Wings de Kalamazoo    |                       |                       | 4 |              |              |  |  |        |        |
|  | Generals de Flint     | 1                     |                       |   |              |              |  |  |        |        |
|  | Generals de Flint     | 1                     | Gears de Saginaw      | 4 |              |              |  |  |        |        |
|  |                       |                       | Gears de Saginaw      | 4 |              |              |  |  |        |        |
|  |                       | Goaldiggers de Toledo | 3                     |   |              |              |  |  |        |        |
|  | Goaldiggers de Toledo | Goaldiggers de Toledo | 3                     | 4 |              |              |  |  |        |        |
|  | Goaldiggers de Toledo |                       |                       | 4 |              |              |  |  |        |        |
|  | Owls de Columbus      | 3                     |                       |   |              |              |  |  |        |        |
|  | Owls de Columbus      | 3                     | Goaldiggers de Toledo | 4 |              |              |  |  |        |        |
|  |                       |                       | Goaldiggers de Toledo | 4 |              |              |  |  |        |        |
|  |                       | Komets de Fort Wayne  | 1                     |   |              |              |  |  |        |        |
|  | Gems de Dayton        | Komets de Fort Wayne  | 1                     | 0 |              |              |  |  |        |        |
|  | Gems de Dayton        |                       |                       | 0 |              |              |  |  |        |        |
|  | Komets de Fort Wayne  | 4                     |                       |   |              |              |  |  |        |        |
|  | Komets de Fort Wayne  | 4                     |                       |   |              |              |  |  |        |        |

### Effectifs de l'équipe championne
Voici l'effectif des Gears de Saginaw, champion de la Coupe Turner 1977:
- Entraîneur : Don Perry.
- Joueurs : Rick Chinnick, Marcel Comeau, Dennis Desrosiers, Paul Evans, Marc Gaudreault, John Gravel, Greg Hotham, Stu Irving, Kevin Kemp, Mario Lessard, Gord Malinoski, Tom Mohr, Mike Ruest, D'Arcy Ryan, Gary Sittler, Dave Westner, Wayne Zuk.

## Trophée remis
| Trophée               | Description                       | Vainqueur         |
| --------------------- | --------------------------------- | ----------------- |
| Coupe Turner          | Champion des séries éliminatoires | Gears de Saginaw. |
| Trophée Fred-A.-Huber | Champion de la saison régulière   | Gears de Saginaw. |

| Trophée                  | Description                                         | Vainqueur                                                                  |
| ------------------------ | --------------------------------------------------- | -------------------------------------------------------------------------- |
| Trophée Leo-P.-Lamoureux | Meilleur pointeur                                   | Jim Koleff, Generals de Flint.                                             |
| Trophée James-Gatschene  | Meilleur joueur                                     | Tom Mellor, Goaldiggers de Toledo.                                         |
| Trophée Garry-F.-Longman | Meilleur joueur recrue                              | Garth MacGuigan, Mohawks de Muskegon et Ron Zanussi, Komets de Fort Wayne. |
| Trophée des gouverneurs  | Meilleur défenseur                                  | Tom Mellor, Goaldiggers de Toledo.                                         |
| Trophée James-Norris     | Gardien avec la plus faible moyenne de buts alloués | Terrance Richardson, Wings de Kalamazoo.                                   |